# Aloeus (Sohn des Poseidon)
Aloeus (altgriechisch Ἀλωεύς Alōeús) ist eine Gestalt der griechischen Mythologie.
Er ist der Sohn des Poseidon und der Kanake. Zusammen mit Iphimedeia, der Tochter seines Bruders Triopas, war er der Vater der Aloaden (Ἀλοάδαι Aloádai) oder Aloiden (Ἀλοεῖδαι Aloeídai, latinisiert Aloïdae; nach konkurrierenden Varianten nur Namensgeber) Ephialtes und Otos.